# Dylan Dassy
Dylan Dassy (18 januari 2003) is een Belgisch voetballer die sinds 2023 uitkomt voor SK Beveren.

## Clubcarrière
Dassy genoot zijn jeugdopleiding bij KV Mechelen. Op zijn zestiende kon hij rekenen op interesse van AFC Ajax, maar de verdediger bleef zijn club trouw. In juni 2019 liet de club hem een contract tot 2021 met optie op een extra seizoen ondertekenen. In mei 2021 ondertekende hij een contract tot 2025 bij de club. In januari en juli 2020 had Wouter Vrancken hem al meegenomen op winterstage met de A-kern. In de voorbereiding op het seizoen 2021/22 leek Dassy op te gaan klimmen in de hiërarchie, maar net op een verkeerd moment liep hij een meniscusblessure op.
In de zomer van 2022 leek hij op weg naar Lommel SK, maar uiteindelijk ondertekende hij eind augustus 2022 een huurcontract van een jaar bij Helmond Sport, de Nederlandse zusterclub van KV Mechelen. Op 16 september 2022 maakte hij in het shirt van Helmond Sport zijn profdebuut: op de zevende competitiespeeldag liet trainer Sven Swinnen hem in de 2-1-zege tegen FC Dordrecht in de 90e minuut invallen voor Peter van Ooijen. Dassy speelde uiteindelijk zes officiële wedstrijden voor Helmond Sport, waarvan slechts een als basisspeler. Op 28 november 2022 kondigde de club aan dat Dassy per direct terugkeerde naar KV Mechelen. Dassy deed het seizoen uit bij Jong KV Mechelen, het beloftenelftal van de club in de Tweede afdeling.
In juli 2023 ondertekende Dassy een driejarig contract bij SK Beveren, dat in het seizoen daarvoor net naast de titel had gegrepen in Eerste klasse B.

## Clubstatistieken
| Seizoen         | Club             | Land               | Competitie      | Competitie | Competitie | Beker | Beker | Supercup | Supercup | Europees | Europees | Totaal | Totaal |
| Seizoen         | Club             | Land               | Competitie      | Wed.       | Dlp.       | Wed.  | Dlp.  | Wed.     | Dlp.     | Wed.     | Dlp.     | Wed.   | Dlp.   |
| --------------- | ---------------- | ------------------ | --------------- | ---------- | ---------- | ----- | ----- | -------- | -------- | -------- | -------- | ------ | ------ |
| 2022/23         | KV Mechelen      | Vlag van België    | Eerste klasse A | 0          | 0          | 0     | 0     | —        | —        | —        | —        | 0      | 0      |
| 2022/23         | → Helmond Sport  | Vlag van Nederland | Eerste divisie  | 5          | 0          | 1     | 0     | —        | —        | —        | —        | 6      | 0      |
| 2022/23         | Jong KV Mechelen | Vlag van België    | Tweede afdeling | 13         | 2          | —     | —     | —        | —        | —        | —        | 0      | 0      |
| 2023/24         | SK Beveren       | Vlag van België    | Eerste klasse B | 2          | 0          | 1     | 0     | —        | —        | —        | —        | 3      | 0      |
| Carrière totaal | Carrière totaal  | Carrière totaal    | Carrière totaal | 20         | 2          | 2     | 0     | 0        | 0        | 0        | 0        | 22     | 2      |

Bijgewerkt op 5 april 2024.